# Wadde hadde dudde da?
„Wadde hadde dudde da?” je pjesma Stefana Raaba s kojom je predstavljao Njemačku na Eurosongu 2000. godine. Tekst i glazbu za pjesmu napisao je sam Raab, a kako je predstavljao Njemačku, imao je izravan plasman u završnu večer. Iako je pjesma izvedena na njemačkom, Raab je koristio izmišljeni dijalekt jezika zbog čega je pjesma zvučala kao da je na iskrivljenom njemačkom. Tijekom nastupa u finalu, Raab je nastupao 15., nakon Danaca braće Olsen i njihove pjesme "Fly on the Wings of Love", te prije Švicarske predstavnice Jane Bogaert s pjesmom "La vita cos'è?". Nakon završenog glasovanja, Raab je, s 96 dobivenih bodova, završio na 5. mjestu.
Ideja za pjesmu i njen naslov došla je iz Raabove TV emisije u kojoj je prikazan kratak isječaj iz jedne druge emisije koji prikazuje ženu sa psom koji, u svojim ustima, nosi nešto prema njoj. Kada ovaj dođe, žena slatkastim tonom upita što to ima u ustima, te je tako i nastao naziv "Wadde hadde dudde da?", koji se može prevesti kao "Što tu imaš?". 
Raabov nastup postao je slavan i zapamćen kao jedan od najznamenitijih u povijesti Eurosonga. Raab i cijela njegova pratnja bili su odjeveni u kaubojska odijela jarko žute boje. Isječak s nastupa prikazan je i tijekom showa Congratulations: 50 Years of the Eurovision Song Contest, posebne emisije povodom 50 godina Eurosonga, i to u kategoriji "Nezaboravni nastupi". 
Raaba je u Kopenhagenu 2001. godine naslijedila Michelle s pjsemom "Wer Liebe lebt".